# Анна Марія Луїза Медічі
А́нна-Марія-Луїза де Ме́дічі (італ. Anna Maria Luisa de' Medici, нім. Anna Maria Luisa von Medici; 11 липня 1667 — 18 лютого 1743) — італійська принцеса, курфюрстина Пфальцька (1691—1716). Остання представниця прямої лінії дому Тосканських Медічі. Народилася у Флоренції, Тоскана. Донька великого герцога тосканського Козімо III. Дружина пфальцького курфюста Йоганна Вільгельма (з 1691).
Заповіла Флоренції сімейну колекцію творів мистецтва, що поклали початок галереї Уффіці і галереям в палаццо Пітті і на віллах Медічі. Померла у Флоренції у віці 75-ти років. Похована в базиліці святого Лоренцо.

## Біографія

### Сім'я і дитинство

Портрет принцеси і великого принца з гувернанткою кисті Сустерманса (1669)

Анна Марія Луїза народилася у Флоренції 11 липня 1667 року в родині Козімо III, великого герцога Тоскани з дому Медічі і Маргарити Луїзи, принцеси Орлеанської з дому Капетингів. Всього у батьків народилися троє дітей. Вона була єдиною дочкою і середньою дитиною між братами — старшим Фердинандо, великим принцом Тоскани і молодшим Джаном Гастоне, майбутнім великим герцогом Тоскани, останнім з дому Медічі. По лінії батька принцеса припадала онукою Фердинандо II, великого герцога Тоскани і Вікторії, принцесі Урбінської з дому Делла Ровере. По лінії матері була онукою Гастона, герцога Орлеанського і Маргарити, принцеси Лотарингської з дому Шатенуа.
Батьки Анни Марії Луїзи не любили один одного. Їх шлюб був укладений в інтересах династій. Велика герцогиня, зрозумівши, що вагітна другою дитиною, навіть спробувала спровокувати викидень за допомогою верхової їзди на великій швидкості. Проте, дівчинка народилася і була хрещена, отримавши всі три імені на честь своєї хрещеної, Анни Марії Луїзи, герцогині Монпансьє, тітки матері. Хрещеним принцеси був дядько батька, кардинал Леопольдо Медічі.
Відносини Козімо III і Маргарити Луїзи не покращали і після народження третьої дитини. Великий герцог продовжував ігнорувати вимоги дружини, присвячуючи свій час справам держави і благочестя. В помсту велика герцогиня постійно ображала чоловіка, не соромлячись присутності сторонніх. У грудні 1674 року їхній шлюб фактично розпався. Обидва підписали угоду, за якою він дозволив їй покинути велике герцогство і забезпечив щорічне утримання в розмірі вісімдесяти тисяч ліврів, натомість вона відмовилася від всіх привілеїв, що їй належали  і своїми спадкоємцям визнала дітей. У 1675 році Маргарита Луїза повернулася на батьківщину, де деякий час жила в монастирі святого Петра на Монмартрі. Анна Марія Луїза більше ніколи не бачилася з матір'ю. Виховання юної принцеси було довірено бабусі, вдовуючій великій герцогині Тосканській Вікторії делла Ровере.

### Проєкти шлюбу

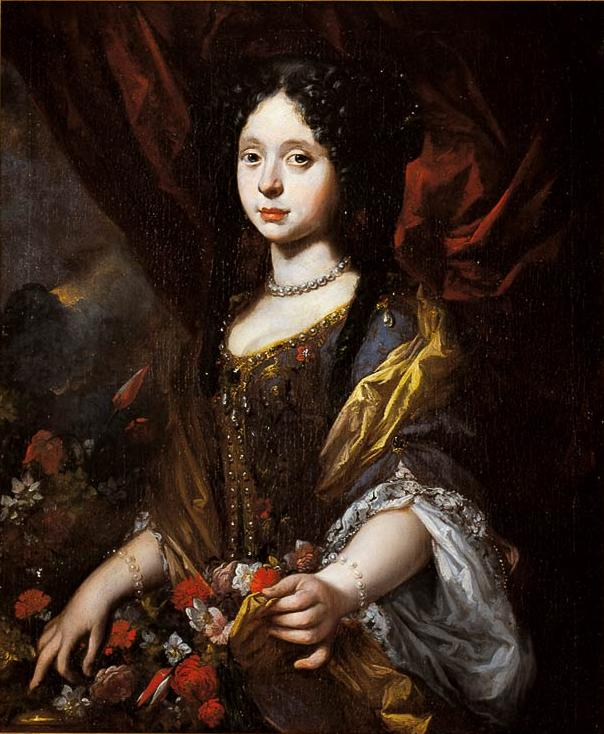
Портрет кисті Антоніо Франкі (1680-і)

У 1669 році кандидатура Анни Марії Луїзи розглядалася в якості майбутньої дружини великого дофіна Людовика, сина і спадкоємця короля Франції. Козімо III не сподобалася ідея союзу з французьким королівством через погані відносини з дружиною, двоюрідною сестрою короля Людовика XIV, і він залишив дочку при дворі у Флоренції. Великий герцог запропонував її в дружини Педру II, королю Португалії, але міністри відрадили монарха, налякавши його тим, що принцеса успадкувала характер своєї матері і буде домінувати над ним. Насправді ж у Анни Марії Луїзи був характер батька і бабусі Вікторії.
У 1683 році великий герцог розглядав проєкт шлюбу улюбленої дочки і Віктора Амадея II, герцога Савойського. Однак переговори були зірвані матір'ю нареченого Марією Джованною Савойською на замовлення французького короля, який не бажав союзу між двома італійськими можновладними родинами. На пропозицію Якова II, короля Англії і Шотландії видати Анну Марію Луїзу за його шурина Франческо II, герцога Моденського, відмовою відповів сам великий герцог. Це відбулося з двох причин: по-перше, принцеса не могла стати дружиною того, хто не носив титул Королівської вельможності, по-друге, наречений був сином Лаури Мартіноцці, племінниці кардинала Джуліо Мазаріні, що походила не з можновладного дому.
У 1689 році, незабаром після смерті королеви Марії Луїзи , двір в Мадриді став підшукувати нову дружину для короля Карла II. Головними кандидатками були Анна Марія Луїза і Марія Анна, принцеса пфальцька, яка і стала новою королевою. У 1690 році імператор Леопольд I запропонував овдовілому Йогану Вільгельму, курфюрсту Пфальца, одружитися з принцесою Анною Марією Луїзою, за якою батько давав посаг в триста тисяч скудо. З цією метою в лютому 1691 імператор дарував курфюрстові титул Королівської високості. Незважаючи на спроби тиску з боку Людовика XIV, який побоювався альянсу великого герцогства з імперією, Козімо III погодився на цей шлюб.

### Курфюрстина

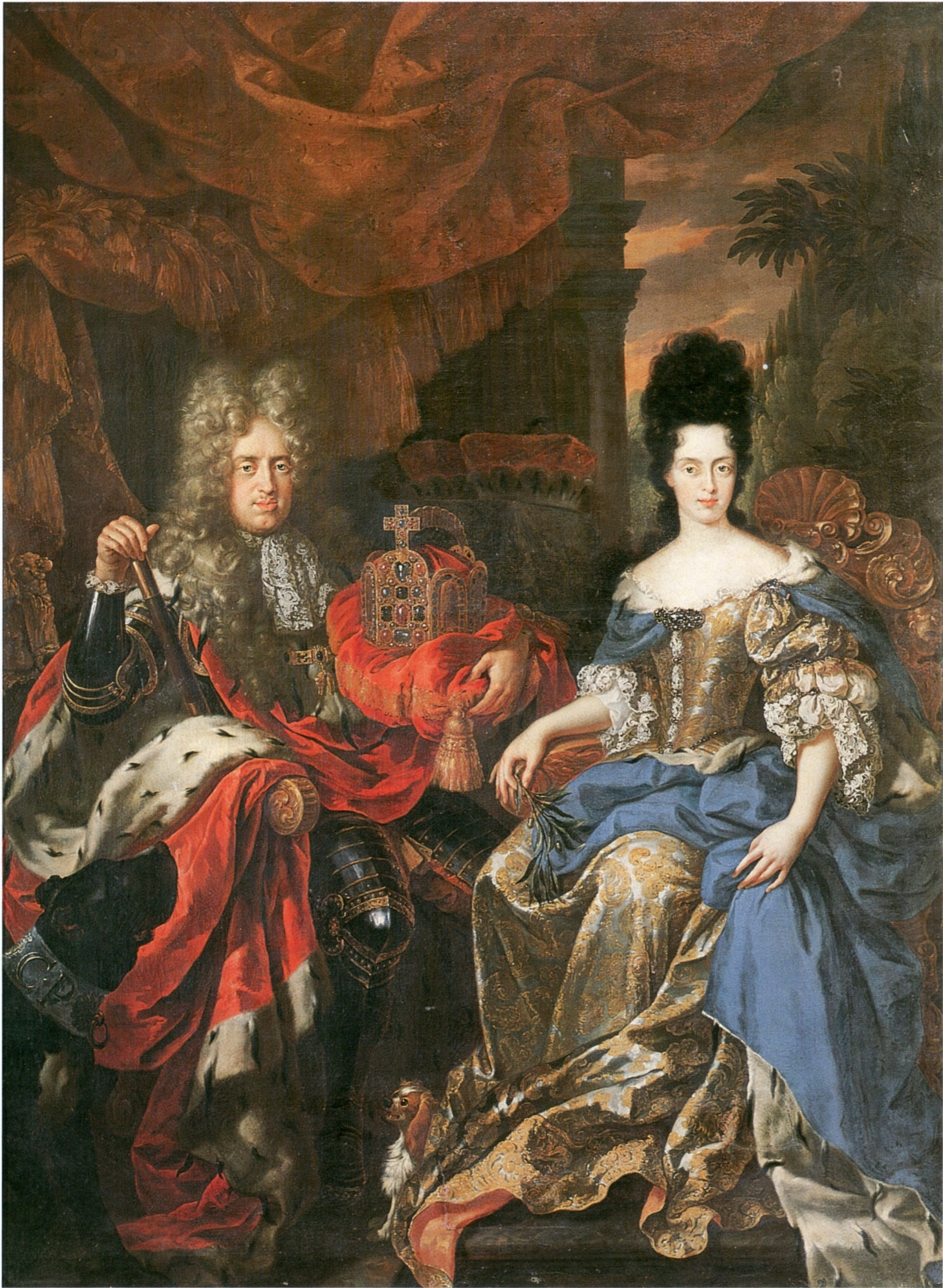
Портрет курфюрста і курфюрстині Пфальцу кисті Дувена (1708)

Шлюб Анни Марії Луїзи з Іоганном Вільгельмом (19.4.1658 — 8.6.1716), пфальцграф-курфюрстом пфальцьким, пфальграф-герцогом Пфальц-Нойбургським, герцогом Юліхським і Бергським, герцогом Камським і Верхньопфальцьким з дому Віттельсбахів був укладений за дорученням 29 квітня 1691 року. 6 травня того ж року, в супроводі молодшого брата, принцеса виїхала з Флоренції в Дюссельдорф. Чоловік зустрів її в Інсбруку, де відбулася офіційна церемонія шлюбу. У володіннях самого курфюрста в той час йшла війна за Пфальцьку спадщину. У 1692 році у вагітної курфюрстині трапився викидень. До того ж Йоганн Вільгельм заразив дружину сифілісом, що, на думку самої Анни Марії Луїзи, зробило її безплідною. Проте, шлюб їх хоч і був бездітним, але виявився щасливим; багато в чому, завдяки тому, що у чоловіка та жінки були спільні інтереси — театр і музика.
Ставши курфюрстиною, Анна Марія Луїза надавала заступництво численним музикантам і драматургам, чий талант перетворив двір в Дюссельдорфі в один з відомих європейських музичних центрів. Її стараннями був побудований театр, де ставилися комедії французького драматурга Мольєра. Вона запросила очолити придворну капелу італійського композитора Фортунато Келлера. На запрошення курфюрстині в Дюссельдорфі працював інший італійський композитор і музикознавець Агостіно Стеффані. Не меншу увагу, ніж музиці, Анна Марія Луїза приділяла мистецтву і архітектурі. На прохання дружини, Йоганн Вільгельм побудував прекрасний замок Бенсберг в стилі бароко і змінив оточуючий ландшафт таким чином, щоб той нагадував курфюрстині рідні для неї тосканські краєвиди. Будівництво замку очолив італійський архітектор Маттео Альберті.
Перебуваючи далеко від двору у Флоренції, Анна Марія Луїза не втратила впливу на батька, з яким постійно листувалася. Курфюрстина також листувалася з дядьком-кардиналом Франческо Марією, правителем Сієни, якого засуджувала за розпусну поведінку. На прохання батька вона організувала весілля молодшого брата. 4 березня 1697 в Дюссельдорфі його одружили на Анні Марії Францискі, принцесі з дому Асканіїв і спадкоємиці Саксен-Лауєнбургського герцогства; шлюб виявився нещасливим, і через деякий час подружжя розлучилось. У тому ж 1697 році був укладений Рейсвейкський мир, який поклав край війні за Пфальцьку спадщину. Армія французького королівства покинула територію курфюрства Пфальц. Як компенсацію Йоганн Вільгельм отримав також графство Меген. У 1705 році, на прохання курфюрста Бранденбурга, він, будучи католиком, дарував в своїх володіннях свободу віросповідання протестантам, які втекли з французького королівства після Нантського едикту.

### Невдала спадкоємиця

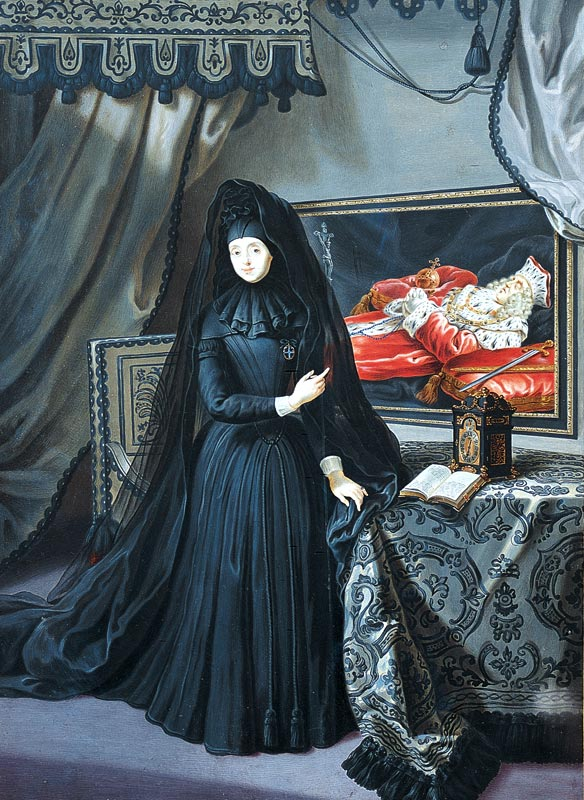
Портрет вдови курфюрстині кисті Дувена (1717)

Припускаючи, що може перерватися чоловіча лінія великих герцогів Тоскани з дому Медічі, Козімо III вирішив домогтися визнання у європейських монархій спадкоємицею свою дочку. Напередодні укладення Утрехтського миру йому вдалося досягти попередньої домовленості з новим імператором Карлом VI про те, що в разі припинення чоловічої лінії в династії, той надасть інвеституру над великим герцогством Анні Марії Луїзі.
Питання про престолонаслідування загострився після смерті молодшого брата великого герцога, який відмовився від сану кардинала і одружився з принцесою Елеонорою Луїзою Гонзага-Гвасталльською, але помер в 1711 році бездітним. Слідом за ним в 1713 році теж бездітним помер великий принц Тоскани, старший син Козімо III. Великий герцог не розраховував на потомство від молодшого сина-гомосексуала, і тому оголосив своєю спадкоємицею доньку, для чого запропонував тосканському сенату ухвалити відповідний законопроєкт, який передбачав, що в разі смерті Козімо III і його спадкоємця Джана Гастоне новою правителькою великого герцогства Тосканського стане Анна Марія Луїза. Проти цього, заперечуючи попередню домовленість, виступив імператор Карл VI, який в той час розраховував з припиненням династії відновити Флорентійську республіку. Він нагадав Козімо III, що велике герцогство є імперським леном, і тільки імператор в праві змінювати в ньому закони престолонаслідування. Між дворами у Відні і у Флоренції почалися дипломатичні переговори.
Ситуація ускладнилася тим, що про права на тосканський спадок заявила представниця дому Фарнезе — Єлизавета Пармська, королева Іспанії. Вона мотивувала це тим, що була правнучкою Марії Тосканської, королеви Франції. У травні 1716-го імператор Карл VI визнав право спадкування Анни Марії Луїзи, заявивши про необхідність подальших переговорів щодо тосканської спадщини між Габсбургами та Медічі. Він навіть запропонував великому герцогу як компенсації область Президій, але незабаром відмовився від своєї пропозиції. У 1718 році імператор оголосив неприйнятним рішення Козімо III призначити своїм спадкоємцем представника дому Есте. Таким чином, великий герцог сподівався зберегти обидві держави під управлінням одного правителя, що мав родинні зв'язки з домом Медічі.
8 червня 1716 року Анна Марія Луїза поховала чоловіка. Новий курфюрст Карл III Філіп зробив життя вдови в Дюссельдорфі нестерпним. За пропозицією батька вона повернулася до Флоренції в жовтні 1717 року. По поверненню на батьківщину Анна Марія Луїза стала одноосібною володаркою двору при постарілому великому герцогу. Її молодший брат справам держави вважав за краще розваги в своєму маєтку. Великі кошти, яке дісталось вдові курфюрстині після смерті чоловіка, вона щедро витрачала на благодійність і благоустрій двору, заслуживши повагу місцевої знаті. До неї зверталися за порадою і арбітражем.
У квітні 1718 року королі Георг I і Людовик XV і Республіка Об'єднаних провінцій, а пізніше і імператор Карл VI, визнали спадкоємцем трону великого герцогства сина Єлизавети Пармської, дона Карлоса, інфанта Іспанії. Таким чином, спроба Козімо III призначити спадкоємицею доньку зазнала невдачі. У 1721 році померла Маргарита Луїза. Коштовності великої герцогині, які за угодою від 1674 року, між нею і чоловіком мали успадковувати їхні діти, відійшли до далекої родички покійної — Єлизавети Терези, принцесі Епінуа.

### Останні роки
У 1723 році, після смерті Козімо III, його успадковував Джан Гастоне. Він не любив сестру, якій не міг пробачити участь в організації свого невдалого шлюбу. Тільки щоб засмутити її,що зневажала лібералізм, новий великий герцог скасував всі антисемітські закони свого попередника. Анні Марії Луїзі довелося покинути покої в палаццо Пітті і переїхати на віллу Ла-Квієт, яку вона облаштувала за допомогою садівника Себастьяно Рапі і архітекторів Джованні Баттіста Фоджині і Паоло Джованоцці.
Не склалися стосунки у вдови курфюрстині і з Віолантою Беатрис, вдовою великою принцесою Тосканською. Та навіть спробувала повернутися на батьківщину в Мюнхен, коли дізналася про повернення зовиці у Флоренцію, але покійний свекор переконав її залишитися, призначивши правителькою Сієни. Проте, обидві жінки щосили намагалися поліпшити ставлення підданих до Джан Гастоне, який рідко з'являвся на публіці, чим породив чутки про свою передчасну смерть. Їх спроби зазнали невдачі. Великий герцог деградував так сильно, що вже не міг обійтися без морально розкладеного оточення. Віоланта Беатрис померла в 1731 році. Джан Гастоне помер в 1737 році.
За рік до смерті молодшого брата Анни Марії Луїзи дон Карлос, інфант Іспанії, втратив права на трон великого герцогства, яке, за підсумками війни за польську спадщину перейшло до Франца Стефана, колишнього герцога Лотарингії. Посланник нового великого герцога, Марк де Бово, принц де Краон, запропонував останній представниці головної гілки дому Медічі стати регентом до прибуття нового правителя. Вона відмовилася. Їй дозволили повернутися до своїх покоїв в палаццо Пітті[./.
Анна Марія Луїза залишилася єдиною спадкоємицею всієї династії, яка мала великі грошові суми, велику колекцію творів античного, середньовічного і ренесансного мистецтва, монарші мантії і землі в колишньому герцогстві Урбіно. Останні роки життя вона продовжила займатися благодійністю і займалася завершення зведення капели принців у Флоренції. 31 жовтня 1737 року нею був підписаний документ, який отримав назву «Сімейного пакту». Згідно з цим документом, Анна Марія Луїза заповіла всю власність будинку Медічі на території великого герцогства державі з умовою, що ніщо з заповіданого нею рухомого майна ніколи не буде вивезено з Флоренції. Пакт був прийнятий новим великим герцогом. Колекція великих герцогів з дому Медічі поклала початок галереї Уффіці і збіркам в палаццо Пітті і на віллах Медічі.
Анна Марія Луїза померла 18 лютого 1743 роки від «тяжкості в грудях». За свідченням очевидців, відразу після її смерті протягом декількох годин був сильний шторм, за яким на небі з'явилося яскраве сонце. Вона була похована в капелі Медічі в базиліці святого Лаврентія, на продовження благоустрою якої заповіла частину своїх коштів. Довгий час вважалося, що причиною смерті вдови курфюрстіни була кінцева стадія сифілісу, яким заразив її чоловік. Експертиза останків, проведена в 2013 році, спростувала цю думку.

## Примітка
1. 1 2 3 4  Deutsche Nationalbibliothek Record #118846787 // Gemeinsame Normdatei — 2012—2016.
2. 1 2  RKDartists
3. ↑  Find a Grave — 1996.
4. ↑  Lundy, Darryl. Anna Maria Ludovica de Medici (англ.). www.thepeerage.com. Архів оригіналу за 15 лютого 2020. Процитовано 7.06.2016.
5. ↑  Acton, 1980, с. 101.
6. 1 2  Anna Maria Luisa de’ Medici — Biografia. Galleria Palatina (італ.). www.polomuseale.firenze.it. 2006. Архів оригіналу за 17 липня 2011. Процитовано 7.06.2016. [Архівовано 2020-03-17 у Wayback Machine.]
7. ↑  Acton, 1980, с. 93.
8. ↑  Acton, 1980, с. 133—135.
9. ↑  Young, 1920, с. 471.
10. ↑  Acton, 1980, с. 151, 165.
11. 1 2 3 4 5 6  Gencarelli, Elvira. (1961). Anna Maria Luisa de’ Medici, elettrice del Palatinato. Dizionario Biografico degli Italiani (італ.). Т. III. www.treccani.it. Архів оригіналу за 21 лютого 2020. Процитовано 7.06.2016.
12. ↑  Acton, 1980, с. 181—182.
13. ↑  Acton, 1980, с. 182.
14. ↑  Wilson P. H. German Armies: War And German Society, 1648 — 1806. — London : UCL Press, 1998. — P. 88. — (Warfare and history) — ISBN 978-1-85-728105-7.
15. ↑  Pevitt C. The Man Who Would Be King: The Life of Philippe d’Orleans, Regent of France. — London, 1997. — P. 14. — ISBN 978-0-29-781317-0.
16. 1 2  Otterness Ph. Becoming German: The 1709 Palatine Migration to New York. — Ithaca, New York : Cornell University Press, 2007. — P. 14—15. — ISBN 978-0-80-147344-9.
17. ↑  Hale, 1977, с. 188—189.
18. ↑  Hibbert, 1979, с. 304.
19. ↑  Lawrence, 1999, с. 230.
20. ↑  Chelleri F., Vavoulis V. Keyboard Music. — Middleton, Wisconsin : A-R Editions, Inc, 2000. — P. ix. — (Recent Researches in the Music of the Baroque Era) — ISBN 978-0-89-579457-4.
21. ↑  Mosco, Casazza, 2004, с. 185.
22. ↑  Timms C. Polymath of the Baroque: Agostino Steffani and His Music. — Oxford : Oxford University Press, 2003. — P. 116. — ISBN 978-0-19-534827-9.
23. ↑  Zur Geschichte von Schloss Bensberg (PDF) (нім.). www.schlossbensberg.com. Архів оригіналу (PDF) за 22.01.2016. Процитовано 8.06.2016. [Архівовано 2016-01-22 у Wayback Machine.]
24. ↑  Acton, 1980, с. 208—211.
25. ↑  Strathern, 2007, с. 404.
26. ↑  Acton, 1980, с. 246, 251.
27. ↑  Young, 1920, с. 479.
28. ↑  Acton, 1980, с. 255—256, 261.
29. ↑  Acton, 1980, с. 261.
30. ↑  Young, 1920, с. 480.
31. 1 2  Solari G. The House of Farnese: A Portrait of a Great Family of the Renaissance. — New York : Doubleday, 1968. — P. 281—282.
32. ↑  Acton, 1980, с. 262, 267.
33. ↑  Acton, 1980, с. 264.
34. ↑  Acton, 1980, с. 272—273.
35. ↑  Acton, 1980, с. 280.
36. ↑  Magrini,  Graziano. Villa La Quiete —Farmacia dell’ex Conservatorio delle Montalve (італ.). www.brunelleschi.imss.fi.it. Архів оригіналу за 16 червня 2021. Процитовано 8.06.2016.
37. ↑  Mosco, Casazza, 2004, с. 190.
38. ↑  Acton, 1980, с. 265—267.
39. ↑  Strathern, 2007, с. 407.
40. ↑  Acton, 1980, с. 188, 288.
41. ↑  Strathern, 2007, с. 410.
42. ↑  Young, 1920, с. 494.
43. ↑  Crankshaw Ed. Maria Theresa. — London : Longmans, 1969. — P. 24. — ISBN 978-0-58-210784-7.
44. ↑  Hale, 1977, с. 192.
45. ↑  Acton, 1980, с. 304.
46. ↑  Young, 1920, с. 497—498.
47. ↑  Hibbert, 1979, с. 308.
48. ↑  Young, 1920, с. 502, 508.
49. ↑  Acton, 1980, с. 309—310.
50. ↑  Napier, 1847, с. 595.
51. ↑  Lawrence, 1999, с. 235.
52. ↑  Young, 1920, с. 502—503.
53. ↑  Strathern, 2007, с. 411.
54. ↑  Bertelli S., Litchfield R. B. The King’s Body: Sacred Rituals of Power in Medieval and Early Modern Europe. — University Park : Penn State Press, 2003. — P. 229. — ISBN 978-0-27-104139-1.
55. ↑  Abbott, Alison (14.2.2013). The last Medici may not have died of syphilis after all. Exhumed bones of Anna Maria Louisa de' Medici show no signs of late-stage syphilis (англ.). www.nature.com. Архів оригіналу за 12 листопада 2020. Процитовано 8.06.2016.